# Kombinat Elaskon
Das VE Kombinat Elaskon Dresden war ein Kombinat in der Deutschen Demokratischen Republik.
Die Betriebe des Kombinats waren auf die chemische Produktion spezialisiert und produzierten unter anderem Schmierstoffe, Korrosionsschutzmittel, keramische Farben und Glasuren, Schaum-Feuerlöschmittel, Lacke, tiermedizinische Produkte sowie Glaserzeugnisse. Stammbetrieb des Kombinats war der VEB Elaskonwerk Dresden. Der Name Elaskon wurde als Akronym aus den Worten „Elastisch“ und „Konservierend“ gebildet und sollte die beworbenen Eigenschaften der Korrosionsschutzstoffe des Betriebs beschreiben.
Das Kombinat unterstand dem Rat des Bezirkes Dresden. Weitere bezirksgeleitete Kombinate sind in der Liste von Kombinaten der DDR aufgeführt.
Im Zuge der Wende und der anschließenden Wiedervereinigung wurde das Kombinat 1990 aufgelöst und seine Betriebe wurden privatisiert. Der Stammbetrieb wurde reprivatisiert und an den Generaldirektor des Kombinats, Günther Gedecke, rückübertragen, der in den 1950er Jahren Komplementär des damals noch privatwirtschaftlichen Unternehmens wurde und 1972 enteignet wurde.

## Zugehörige Betriebe
Zum Kombinat gehörten zuletzt die folgenden Betriebe: 
- VEB Elaskonwerk Dresden; (Stammbetrieb)
- VEB Alpha Chemische Fabrik Freital
- VEB Bussardchemie Radebeul
- VEB Chemiewerk Agrotex Dresden
- VEB Chemiewerke Agrotex Pirna
- VEB Chemische Fabrik Pirna-Copitz
- VEB Dico-Werk Dresden
- VEB Glasveredelung Freital
- VEB Keramisches Farben- und Filterwerk Meißen
- VEB Lackfabrik Dresden
- VEB Tankanlagenbau Dresden
- VEB Tierarznei Weinböhla